# Rhingia congensis
Rhingia congensis är en tvåvingeart som beskrevs av Charles Howard Curran 1939. Rhingia congensis ingår i släktet näbblomflugor, och familjen blomflugor.
Artens utbredningsområde är Kongo. Inga underarter finns listade i Catalogue of Life.